# Claremont Riding Academy
El Claremont Riding Academy  es un edificio histórico ubicado en Nueva York, Nueva York. El Claremont Riding Academy se encuentra inscrito  en el Registro Nacional de Lugares Históricos desde el 16 de abril de 1980. 

## Ubicación
El Claremont Riding Academy se encuentra dentro del condado de Nueva York en las coordenadas 40°47′22″N 73°58′24″O / 40.789444, -73.973333.